# Magnolia gloriensis
Magnolia gloriensis este o specie de plante din genul Magnolia, familia Magnoliaceae. A fost descrisă pentru prima dată de Henri François Pittier, și a primit numele actual de la Rafaël Herman Anna Govaerts. Conform Catalogue of Life specia Magnolia gloriensis nu are subspecii cunoscute.